# Список українських футбольних трансферів (літо 2020)
Українські трансфери у літнє трансферне вікно 2020 року. До списку додані усі футболісти, які прийшли, або покинули український клуб Прем'єр-ліги, в тому числі на правах оренди.
Оскільки за регламентом гравці без клубу можуть долучатися до клубів у будь-який час, у тому числі і між трансферними вікнами, в список потрапили лише ті вільні агенти, які підписали контракт із клубом під час літнього трансферного вікна, яке через пандемію коронавірусу завершилось 6 жовтня 2020 року.

## Прем'єр-ліга

### «Ворскла»
| № | Поз. | Нац.     | Гравець                      |
| - | ---- | -------- | ---------------------------- |
|   | ЗХ   | Україна  | Сергій Яворський (Маріуполь) |
|   | ПЗ   | Хорватія | Іван Пешич ( Кайсар)         |
|   | ПЗ   | Україна  | Микита Татарков (Львів)      |

| № | Поз. | Нац.     | Гравець                      |
| - | ---- | -------- | ---------------------------- |
|   | ЗХ   | Україна  | Сергій Яворський (Маріуполь) |
|   | ПЗ   | Хорватія | Іван Пешич ( Кайсар)         |
|   | ПЗ   | Україна  | Микита Татарков (Львів)      |

| № | Поз. | Нац.                 | Гравець                                              |
| - | ---- | -------------------- | ---------------------------------------------------- |
|   | ВР   | Україна              | Данило Каневцев (Metal Kharkiv)                      |
|   | ЗХ   | Бразилія             | Артур ( Кешла)                                       |
|   | ЗХ   | Іспанія              | Хуанма (вільний агент)                               |
|   | ЗХ   | Україна              | Євгеній Мартиненко (Чорноморець (Одеса))             |
|   | ЗХ   | Україна              | Максим Мельничук (Чорноморець (Одеса))               |
|   | ЗХ   | Україна              | Денис Тарадуда (вільний агент)                       |
|   | ПЗ   | Україна              | Артем Габелок ( Пюнік)                               |
|   | ПЗ   | Україна              | Артем Білий (оренда, ВПК-Агро)                       |
|   | ПЗ   | Бразилія             | Луїзао (повернення оренди, Порту)                    |
|   | ПЗ   | Україна              | Клім Приходько (повернення оренди, Шахтар (Донецьк)) |
|   | ПЗ   | Боснія і Герцеговина | Един Шехич                                           |
|   | НП   | Україна              | Денис Галата (оренда, Кремінь)                       |
|   | НП   | Україна              | Юрій Козиренко (оренда, Гірник-Спорт)                |
|   | НП   | Україна              | Володимир Одарюк (Миколаїв)                          |

| № | Поз. | Нац.                 | Гравець                                              |
| - | ---- | -------------------- | ---------------------------------------------------- |
|   | ВР   | Україна              | Данило Каневцев (Metal Kharkiv)                      |
|   | ЗХ   | Бразилія             | Артур ( Кешла)                                       |
|   | ЗХ   | Іспанія              | Хуанма (вільний агент)                               |
|   | ЗХ   | Україна              | Євгеній Мартиненко (Чорноморець (Одеса))             |
|   | ЗХ   | Україна              | Максим Мельничук (Чорноморець (Одеса))               |
|   | ЗХ   | Україна              | Денис Тарадуда (вільний агент)                       |
|   | ПЗ   | Україна              | Артем Габелок ( Пюнік)                               |
|   | ПЗ   | Україна              | Артем Білий (оренда, ВПК-Агро)                       |
|   | ПЗ   | Бразилія             | Луїзао (повернення оренди, Порту)                    |
|   | ПЗ   | Україна              | Клім Приходько (повернення оренди, Шахтар (Донецьк)) |
|   | ПЗ   | Боснія і Герцеговина | Един Шехич                                           |
|   | НП   | Україна              | Денис Галата (оренда, Кремінь)                       |
|   | НП   | Україна              | Юрій Козиренко (оренда, Гірник-Спорт)                |
|   | НП   | Україна              | Володимир Одарюк (Миколаїв)                          |

### «Десна»
| № | Поз. | Нац.    | Гравець                                                 |
| - | ---- | ------- | ------------------------------------------------------- |
|   | ЗХ   | Україна | Павло Полегенько (Маріуполь)                            |
|   | ПЗ   | Греція  | Георгіос Ермідіс ( Паніоніос U-19)                      |
|   | ПЗ   | Україна | Михайло Мудрик (оренда, Шахтар (Донецьк))               |
|   | ПЗ   | Україна | Олександр Волков (повернення оренди, Колос (Ковалівка)) |
|   | НП   | Україна | Дегтярьов Максим Сергійович (Олімпік (Донецьк))         |

| № | Поз. | Нац.    | Гравець                                                 |
| - | ---- | ------- | ------------------------------------------------------- |
|   | ЗХ   | Україна | Павло Полегенько (Маріуполь)                            |
|   | ПЗ   | Греція  | Георгіос Ермідіс ( Паніоніос U-19)                      |
|   | ПЗ   | Україна | Михайло Мудрик (оренда, Шахтар (Донецьк))               |
|   | ПЗ   | Україна | Олександр Волков (повернення оренди, Колос (Ковалівка)) |
|   | НП   | Україна | Дегтярьов Максим Сергійович (Олімпік (Донецьк))         |

| № | Поз. | Нац.    | Гравець                                    |
| - | ---- | ------- | ------------------------------------------ |
|   | ЗХ   | Україна | Денис Фаворов (Зоря (Луганськ))            |
|   | ПЗ   | Україна | Орест Кузик (повернення оренди, ПАС Яніна) |
|   | НП   | Україна | Олександр Філіппов ( Сінт-Трейден)         |

| № | Поз. | Нац.    | Гравець                                    |
| - | ---- | ------- | ------------------------------------------ |
|   | ЗХ   | Україна | Денис Фаворов (Зоря (Луганськ))            |
|   | ПЗ   | Україна | Орест Кузик (повернення оренди, ПАС Яніна) |
|   | НП   | Україна | Олександр Філіппов ( Сінт-Трейден)         |

### «Динамо» (Київ)
| № | Поз. | Нац.       | Гравець                                                 |
| - | ---- | ---------- | ------------------------------------------------------- |
|   | ЗХ   | Україна    | Ахмед Алібеков (повернення оренди, Слован (Ліберець))   |
|   | ЗХ   | Україна    | Алан Ауссі (повернення оренди, Слован (Ліберець))       |
|   | ЗХ   | Україна    | Володимир Костевич ( Лех (Познань))                     |
|   | ЗХ   | Україна    | Олександр Осман (повернення оренди, Металіст 1925)      |
|   | ЗХ   | Україна    | Олександр Тимчик (повернення оренди, Зоря (Луганськ))   |
|   | ПЗ   | Румунія    | Тудор Белуце (оренда, Брайтон енд Гоув)                 |
|   | ПЗ   | Україна    | Денис Гармаш (повернення оренди, Різеспор)              |
|   | ПЗ   | Білорусь   | Микита Корзун (повернення оренди, Вілафранкенше)        |
|   | ПЗ   | Україна    | Микита Кравченко (повернення оренди, Олімпік (Донецьк)) |
|   | ПЗ   | Україна    | Богдан Лєднєв (повернення оренди, Зоря (Луганськ))      |
|   | ПЗ   | Україна    | Юрій Шпирка (повернення оренди, Прикарпаття)            |
|   | ПЗ   | Україна    | Юрій Тлумак (Карпати (Львів))                           |
|   | ПЗ   | Україна    | Денис Янаков (повернення оренди, Чорноморець (Одеса))   |
|   | НП   | Бразилія   | Клейтон ( Атлетіку Мінейру)                             |
|   | НП   | Люксембург | Жерсон Родрігес (повернення оренди, Анкарагюджю)        |
|   | НП   | Україна    | Артем Кравець ( Кайсеріспор)                            |
|   | НП   | Україна    | Владислав Супряга (повернення оренди, Дніпро-1)         |

| № | Поз. | Нац.       | Гравець                                                 |
| - | ---- | ---------- | ------------------------------------------------------- |
|   | ЗХ   | Україна    | Ахмед Алібеков (повернення оренди, Слован (Ліберець))   |
|   | ЗХ   | Україна    | Алан Ауссі (повернення оренди, Слован (Ліберець))       |
|   | ЗХ   | Україна    | Володимир Костевич ( Лех (Познань))                     |
|   | ЗХ   | Україна    | Олександр Осман (повернення оренди, Металіст 1925)      |
|   | ЗХ   | Україна    | Олександр Тимчик (повернення оренди, Зоря (Луганськ))   |
|   | ПЗ   | Румунія    | Тудор Белуце (оренда, Брайтон енд Гоув)                 |
|   | ПЗ   | Україна    | Денис Гармаш (повернення оренди, Різеспор)              |
|   | ПЗ   | Білорусь   | Микита Корзун (повернення оренди, Вілафранкенше)        |
|   | ПЗ   | Україна    | Микита Кравченко (повернення оренди, Олімпік (Донецьк)) |
|   | ПЗ   | Україна    | Богдан Лєднєв (повернення оренди, Зоря (Луганськ))      |
|   | ПЗ   | Україна    | Юрій Шпирка (повернення оренди, Прикарпаття)            |
|   | ПЗ   | Україна    | Юрій Тлумак (Карпати (Львів))                           |
|   | ПЗ   | Україна    | Денис Янаков (повернення оренди, Чорноморець (Одеса))   |
|   | НП   | Бразилія   | Клейтон ( Атлетіку Мінейру)                             |
|   | НП   | Люксембург | Жерсон Родрігес (повернення оренди, Анкарагюджю)        |
|   | НП   | Україна    | Артем Кравець ( Кайсеріспор)                            |
|   | НП   | Україна    | Владислав Супряга (повернення оренди, Дніпро-1)         |

| № | Поз. | Нац.     | Гравець                                             |
| - | ---- | -------- | --------------------------------------------------- |
|   | ВР   | Україна  | Владислав Кучерук (оренда, Колос (Ковалівка))       |
|   | ВР   | Україна  | Артем Малиш (Інгулець)                              |
|   | ЗХ   | Україна  | Ахмед Алібеков (оренда, Уфа)                        |
|   | ЗХ   | Україна  | Алан Ауссі (оренда, Торпедо-БелАЗ)                  |
|   | ЗХ   | Україна  | Владислав Дубінчак (оренда, Дніпро-1)               |
|   | ЗХ   | Україна  | Микита Кравченко (оренда, Колос (Ковалівка))        |
|   | ЗХ   | Україна  | Олександр Осман (Оболонь)                           |
|   | ЗХ   | Хорватія | Йосип Пиварич ( Локомотива)                         |
|   | ЗХ   | Україна  | Олександр Романчук (Львів)                          |
|   | ЗХ   | Україна  | Микола Ярош (оренда, Метал)                         |
|   | ПЗ   | Нігерія  | Беніто (оренда, Олімпік (Донецьк))                  |
|   | ПЗ   | Гана     | Абдул Кадірі Мохаммед (оренда, Арсенал (Тула))      |
|   | ПЗ   | Білорусь | Микита Корзун ( Шахтар (Солігорськ))                |
|   | ПЗ   | Україна  | Юрій Шпирка (Прикарпаття)                           |
|   | ПЗ   | Україна  | Денис Янаков (Зоря (Луганськ))                      |
|   | НП   | Україна  | Євгеній Ісаєнко (оренда, Колос (Ковалівка))         |
|   | НП   | Бельгія  | Ібрагім Каргбо-молодший (оренда, Олімпік (Донецьк)) |
|   | НП   | Україна  | Артем Кравець ( Коньяспор)                          |
|   | НП   | Україна  | Євгеній Рязанцев (Метал)                            |
|   | НП   | Іспанія  | Фран Соль (оренда, Тенерифе)                        |

| № | Поз. | Нац.     | Гравець                                             |
| - | ---- | -------- | --------------------------------------------------- |
|   | ВР   | Україна  | Владислав Кучерук (оренда, Колос (Ковалівка))       |
|   | ВР   | Україна  | Артем Малиш (Інгулець)                              |
|   | ЗХ   | Україна  | Ахмед Алібеков (оренда, Уфа)                        |
|   | ЗХ   | Україна  | Алан Ауссі (оренда, Торпедо-БелАЗ)                  |
|   | ЗХ   | Україна  | Владислав Дубінчак (оренда, Дніпро-1)               |
|   | ЗХ   | Україна  | Микита Кравченко (оренда, Колос (Ковалівка))        |
|   | ЗХ   | Україна  | Олександр Осман (Оболонь)                           |
|   | ЗХ   | Хорватія | Йосип Пиварич ( Локомотива)                         |
|   | ЗХ   | Україна  | Олександр Романчук (Львів)                          |
|   | ЗХ   | Україна  | Микола Ярош (оренда, Метал)                         |
|   | ПЗ   | Нігерія  | Беніто (оренда, Олімпік (Донецьк))                  |
|   | ПЗ   | Гана     | Абдул Кадірі Мохаммед (оренда, Арсенал (Тула))      |
|   | ПЗ   | Білорусь | Микита Корзун ( Шахтар (Солігорськ))                |
|   | ПЗ   | Україна  | Юрій Шпирка (Прикарпаття)                           |
|   | ПЗ   | Україна  | Денис Янаков (Зоря (Луганськ))                      |
|   | НП   | Україна  | Євгеній Ісаєнко (оренда, Колос (Ковалівка))         |
|   | НП   | Бельгія  | Ібрагім Каргбо-молодший (оренда, Олімпік (Донецьк)) |
|   | НП   | Україна  | Артем Кравець ( Коньяспор)                          |
|   | НП   | Україна  | Євгеній Рязанцев (Метал)                            |
|   | НП   | Іспанія  | Фран Соль (оренда, Тенерифе)                        |

### «Дніпро-1»
| № | Поз. | Нац.     | Гравець                                             |
| - | ---- | -------- | --------------------------------------------------- |
|   | ВР   | Україна  | Богдан Сарнавський (Львів)                          |
|   | ЗХ   | Бразилія | Дуглас (вільний агент)                              |
|   | ЗХ   | Україна  | Владислав Дубінчак (оренда, Динамо (Київ))          |
|   | ЗХ   | Україна  | Олександр Сафронов (повернення оренди, ФКІ Левадія) |
|   | ПЗ   | Україна  | Олександр Беляєв (повернення оренди, Сабуртало)     |
|   | ПЗ   | Україна  | Данило Ігнатенко (оренда, Шахтар (Донецьк))         |
|   | ПЗ   | Україна  | Олександр Піхальонок (оренда, Шахтар (Донецьк))     |
|   | НП   | Україна  | Довбик Артем Олександрович ( Мідтьюлланн)           |
|   | НП   | Україна  | Олег Кожушко (повернення оренди, Колос (Ковалівка)) |

| № | Поз. | Нац.     | Гравець                                             |
| - | ---- | -------- | --------------------------------------------------- |
|   | ВР   | Україна  | Богдан Сарнавський (Львів)                          |
|   | ЗХ   | Бразилія | Дуглас (вільний агент)                              |
|   | ЗХ   | Україна  | Владислав Дубінчак (оренда, Динамо (Київ))          |
|   | ЗХ   | Україна  | Олександр Сафронов (повернення оренди, ФКІ Левадія) |
|   | ПЗ   | Україна  | Олександр Беляєв (повернення оренди, Сабуртало)     |
|   | ПЗ   | Україна  | Данило Ігнатенко (оренда, Шахтар (Донецьк))         |
|   | ПЗ   | Україна  | Олександр Піхальонок (оренда, Шахтар (Донецьк))     |
|   | НП   | Україна  | Довбик Артем Олександрович ( Мідтьюлланн)           |
|   | НП   | Україна  | Олег Кожушко (повернення оренди, Колос (Ковалівка)) |

| № | Поз. | Нац.      | Гравець                                              |
| - | ---- | --------- | ---------------------------------------------------- |
|   | ВР   | Україна   | Віктор Бабічин (Рух (Львів))                         |
|   | ВР   | Україна   | Андрій Кліщук (вільний агент)                        |
|   | ЗХ   | Сенегал   | Папа Гує (Метал)                                     |
|   | ЗХ   | Україна   | Максим Лопирьонок (оренда, Минай)                    |
|   | ЗХ   | Україна   | Володимир Польовий (Металург (Запоріжжя))            |
|   | ЗХ   | Україна   | Богдан Жінчин (оренда, ВПК-Агро)                     |
|   | ПЗ   | Україна   | Іван Литвиненко (Рух (Львів))                        |
|   | ПЗ   | Швейцарія | Гріффін Райлі Сабатіні (оренда, Ейрдріоніанс)        |
|   | ПЗ   | Україна   | Владислав Шаповал (Волинь)                           |
|   | ПЗ   | Україна   | Олександр Сніжко (Минай)                             |
|   | НП   | Україна   | Олег Кожушко (Чорноморець (Одеса))                   |
|   | НП   | Україна   | Владислав Супряга (повернення оренди, Динамо (Київ)) |

| № | Поз. | Нац.      | Гравець                                              |
| - | ---- | --------- | ---------------------------------------------------- |
|   | ВР   | Україна   | Віктор Бабічин (Рух (Львів))                         |
|   | ВР   | Україна   | Андрій Кліщук (вільний агент)                        |
|   | ЗХ   | Сенегал   | Папа Гує (Метал)                                     |
|   | ЗХ   | Україна   | Максим Лопирьонок (оренда, Минай)                    |
|   | ЗХ   | Україна   | Володимир Польовий (Металург (Запоріжжя))            |
|   | ЗХ   | Україна   | Богдан Жінчин (оренда, ВПК-Агро)                     |
|   | ПЗ   | Україна   | Іван Литвиненко (Рух (Львів))                        |
|   | ПЗ   | Швейцарія | Гріффін Райлі Сабатіні (оренда, Ейрдріоніанс)        |
|   | ПЗ   | Україна   | Владислав Шаповал (Волинь)                           |
|   | ПЗ   | Україна   | Олександр Сніжко (Минай)                             |
|   | НП   | Україна   | Олег Кожушко (Чорноморець (Одеса))                   |
|   | НП   | Україна   | Владислав Супряга (повернення оренди, Динамо (Київ)) |

### «Зоря»
| № | Поз. | Нац.               | Гравець                                                 |
| - | ---- | ------------------ | ------------------------------------------------------- |
|   | ЗХ   | Україна            | Максим Білий (повернення оренди, Рух (Львів))           |
|   | ЗХ   | Україна            | Денис Фаворов (Десна)                                   |
|   | ЗХ   | Ізраїль            | Максим Гречкін (оренда, Бейтар (Єрусалим))              |
|   | ЗХ   | Бразилія           | Жуніньйо ( Вардар)                                      |
|   | ЗХ   | Північна Македонія | Агрон Руфаті ( Істра 1961)                              |
|   | ЗХ   | Україна            | Тимофій Сухар (повернення оренди, Металург (Запоріжжя)) |
|   | ПЗ   | Україна            | Сергій Гринь ( Вайле)                                   |
|   | ПЗ   | Україна            | Єгор Назарина ( Антверпен)                              |
|   | ПЗ   | Україна            | Денис Янаков (Динамо (Київ))                            |
|   | НП   | Україна            | Олександр Гладкий ( Адана Демірспор)                    |
|   | НП   | Іран               | Аллах'яр Сайядманеш (оренда, Fenerbahçe)                |

| № | Поз. | Нац.               | Гравець                                                 |
| - | ---- | ------------------ | ------------------------------------------------------- |
|   | ЗХ   | Україна            | Максим Білий (повернення оренди, Рух (Львів))           |
|   | ЗХ   | Україна            | Денис Фаворов (Десна)                                   |
|   | ЗХ   | Ізраїль            | Максим Гречкін (оренда, Бейтар (Єрусалим))              |
|   | ЗХ   | Бразилія           | Жуніньйо ( Вардар)                                      |
|   | ЗХ   | Північна Македонія | Агрон Руфаті ( Істра 1961)                              |
|   | ЗХ   | Україна            | Тимофій Сухар (повернення оренди, Металург (Запоріжжя)) |
|   | ПЗ   | Україна            | Сергій Гринь ( Вайле)                                   |
|   | ПЗ   | Україна            | Єгор Назарина ( Антверпен)                              |
|   | ПЗ   | Україна            | Денис Янаков (Динамо (Київ))                            |
|   | НП   | Україна            | Олександр Гладкий ( Адана Демірспор)                    |
|   | НП   | Іран               | Аллах'яр Сайядманеш (оренда, Fenerbahçe)                |

| № | Поз. | Нац.    | Гравець                                             |
| - | ---- | ------- | --------------------------------------------------- |
|   | ВР   | Україна | Данило Хмеловський (оренда, Металург (Запоріжжя))   |
|   | ЗХ   | Україна | Максим Білий (Rukh Lviv)                            |
|   | ЗХ   | Україна | Євген Чеберко ( ЛАСК)                               |
|   | ЗХ   | Україна | Микита Каменюка (завершив кар'єру)                  |
|   | ЗХ   | Україна | Богдан Михайліченко ( Андерлехт)                    |
|   | ЗХ   | Україна | Олександр Тимчик (повернення оренди, Динамо (Київ)) |
|   | ПЗ   | Україна | Володимир Білоцерковець (оренда, Інгулець)          |
|   | ПЗ   | Україна | Максим Казаков (вільний агент)                      |
|   | ПЗ   | Україна | Богдан Лєднєв (повернення оренди, Динамо (Київ))    |
|   | ПЗ   | Україна | Денис Янаков (оренда, Інгулець)                     |
|   | НП   | Сербія  | Неманья Іванович ( Златибор (Чаєтина))              |
|   | НП   | Україна | Сергій Майборода (Авангард (Краматорськ))           |

| № | Поз. | Нац.    | Гравець                                             |
| - | ---- | ------- | --------------------------------------------------- |
|   | ВР   | Україна | Данило Хмеловський (оренда, Металург (Запоріжжя))   |
|   | ЗХ   | Україна | Максим Білий (Rukh Lviv)                            |
|   | ЗХ   | Україна | Євген Чеберко ( ЛАСК)                               |
|   | ЗХ   | Україна | Микита Каменюка (завершив кар'єру)                  |
|   | ЗХ   | Україна | Богдан Михайліченко ( Андерлехт)                    |
|   | ЗХ   | Україна | Олександр Тимчик (повернення оренди, Динамо (Київ)) |
|   | ПЗ   | Україна | Володимир Білоцерковець (оренда, Інгулець)          |
|   | ПЗ   | Україна | Максим Казаков (вільний агент)                      |
|   | ПЗ   | Україна | Богдан Лєднєв (повернення оренди, Динамо (Київ))    |
|   | ПЗ   | Україна | Денис Янаков (оренда, Інгулець)                     |
|   | НП   | Сербія  | Неманья Іванович ( Златибор (Чаєтина))              |
|   | НП   | Україна | Сергій Майборода (Авангард (Краматорськ))           |

### «Інгулець»
| № | Поз. | Нац.    | Гравець                                                |
| - | ---- | ------- | ------------------------------------------------------ |
|   | ВР   | Україна | Володимир Кринський (Олімпік (Донецьк))                |
|   | ВР   | Україна | Артем Малиш (Динамо (Київ))                            |
|   | ЗХ   | Україна | Ігор Коцюмака (повернення оренди, Гірник (Кривий Ріг)) |
|   | ПЗ   | Україна | Володимир Білоцерковець (оренда, Зоря (Луганськ))      |
|   | ПЗ   | Україна | Богдан Литвяк (Кремінь)                                |
|   | ПЗ   | Україна | Михайло Шишка ( Самтредіа)                             |
|   | ПЗ   | Україна | Денис Янаков (оренда, Зоря (Луганськ))                 |
|   | НП   | Гана    | Рудольф Благогі ( Спортінг (Лісабон) U-19)             |

| № | Поз. | Нац.    | Гравець                                                |
| - | ---- | ------- | ------------------------------------------------------ |
|   | ВР   | Україна | Володимир Кринський (Олімпік (Донецьк))                |
|   | ВР   | Україна | Артем Малиш (Динамо (Київ))                            |
|   | ЗХ   | Україна | Ігор Коцюмака (повернення оренди, Гірник (Кривий Ріг)) |
|   | ПЗ   | Україна | Володимир Білоцерковець (оренда, Зоря (Луганськ))      |
|   | ПЗ   | Україна | Богдан Литвяк (Кремінь)                                |
|   | ПЗ   | Україна | Михайло Шишка ( Самтредіа)                             |
|   | ПЗ   | Україна | Денис Янаков (оренда, Зоря (Луганськ))                 |
|   | НП   | Гана    | Рудольф Благогі ( Спортінг (Лісабон) U-19)             |

| № | Поз. | Нац.    | Гравець                           |
| - | ---- | ------- | --------------------------------- |
|   | ВР   | Україна | Роман Льопка (Кривбас)            |
|   | ЗХ   | Україна | Ігор Коцюмака (Кривбас)           |
|   | ЗХ   | Україна | Володимир Сениця (Епіцентр)       |
|   | ПЗ   | Україна | Ігор Загальський (Оболонь)        |
|   | НП   | Україна | Володимир Коробка (Металіст 1925) |
|   | НП   | Україна | Олександр Мішуренко (Кривбас)     |

| № | Поз. | Нац.    | Гравець                           |
| - | ---- | ------- | --------------------------------- |
|   | ВР   | Україна | Роман Льопка (Кривбас)            |
|   | ЗХ   | Україна | Ігор Коцюмака (Кривбас)           |
|   | ЗХ   | Україна | Володимир Сениця (Епіцентр)       |
|   | ПЗ   | Україна | Ігор Загальський (Оболонь)        |
|   | НП   | Україна | Володимир Коробка (Металіст 1925) |
|   | НП   | Україна | Олександр Мішуренко (Кривбас)     |

### «Колос»
| № | Поз. | Нац.    | Гравець                                         |
| - | ---- | ------- | ----------------------------------------------- |
|   | ВР   | Україна | Владислав Кучерук (оренда, Динамо (Київ))       |
|   | ЗХ   | Україна | Євгеній Новак ( Вардар)                         |
|   | ПЗ   | Україна | Арсентій Дорошенко (повернення оренди, Поділля) |
|   | ПЗ   | Україна | Микита Кравченко (оренда, Динамо (Київ))        |
|   | НП   | Україна | Євгеній Ісаєнко (оренда, Динамо (Київ))         |
|   | НП   | Україна | Євген Селезньов ( Бурсаспор)                    |

| № | Поз. | Нац.    | Гравець                                         |
| - | ---- | ------- | ----------------------------------------------- |
|   | ВР   | Україна | Владислав Кучерук (оренда, Динамо (Київ))       |
|   | ЗХ   | Україна | Євгеній Новак ( Вардар)                         |
|   | ПЗ   | Україна | Арсентій Дорошенко (повернення оренди, Поділля) |
|   | ПЗ   | Україна | Микита Кравченко (оренда, Динамо (Київ))        |
|   | НП   | Україна | Євгеній Ісаєнко (оренда, Динамо (Київ))         |
|   | НП   | Україна | Євген Селезньов ( Бурсаспор)                    |

| № | Поз. | Нац.     | Гравець                                     |
| - | ---- | -------- | ------------------------------------------- |
|   | ВР   | Україна  | Антон Котовий (Черкащина)                   |
|   | ВР   | Україна  | Антон Яшков (оренда, Полісся)               |
|   | ЗХ   | Україна  | Вадим Парамонов (Рух (Львів))               |
|   | ЗХ   | Україна  | Євген Єфремов ( Судува)                     |
|   | ПЗ   | Україна  | Арсентій Дорошенко (Авангард (Краматорськ)) |
|   | ПЗ   | Латвія   | Владіславс Соловейчикс ( Єлгава)            |
|   | ПЗ   | Україна  | Станіслав Сорокін (Кремінь)                 |
|   | ПЗ   | Україна  | Олександр Волков (повернення оренди, Десна) |
|   | ПЗ   | Україна  | Олександр Бондаренко (оренда, Волинь)       |
|   | НП   | Україна  | Олег Кожушко (повернення оренди, Дніпро-1)  |
|   | НП   | Ісландія | Арні Вільг'яльмссон (вільний агент)         |

| № | Поз. | Нац.     | Гравець                                     |
| - | ---- | -------- | ------------------------------------------- |
|   | ВР   | Україна  | Антон Котовий (Черкащина)                   |
|   | ВР   | Україна  | Антон Яшков (оренда, Полісся)               |
|   | ЗХ   | Україна  | Вадим Парамонов (Рух (Львів))               |
|   | ЗХ   | Україна  | Євген Єфремов ( Судува)                     |
|   | ПЗ   | Україна  | Арсентій Дорошенко (Авангард (Краматорськ)) |
|   | ПЗ   | Латвія   | Владіславс Соловейчикс ( Єлгава)            |
|   | ПЗ   | Україна  | Станіслав Сорокін (Кремінь)                 |
|   | ПЗ   | Україна  | Олександр Волков (повернення оренди, Десна) |
|   | ПЗ   | Україна  | Олександр Бондаренко (оренда, Волинь)       |
|   | НП   | Україна  | Олег Кожушко (повернення оренди, Дніпро-1)  |
|   | НП   | Ісландія | Арні Вільг'яльмссон (вільний агент)         |

### «Львів»
| № | Поз. | Нац.       | Гравець                              |
| - | ---- | ---------- | ------------------------------------ |
|   | ВР   | Україна    | Сергій Літовченко (Волинь)           |
|   | ЗХ   | Хорватія   | Макс Челич ( Гориця (Велика Гориця)) |
|   | ЗХ   | Люксембург | Енес Махмутович ( Мідлсбро)          |
|   | ЗХ   | Франція    | Маруан Міхубі ( Обань)               |
|   | ЗХ   | Україна    | Олександр Романчук (Динамо (Київ))   |
|   | ПЗ   | Естонія    | Мікель Айнсалу ( Флора)              |
|   | ПЗ   | Хорватія   | Фране Чир'як ( Зриньські)            |
|   | ПЗ   | Україна    | Максим Грисьо (Черкащина)            |
|   | ПЗ   | Литва      | Донатас Казлаускас ( Рітеряй)        |
|   | ПЗ   | Україна    | Ігор Кошман ( Шевардені-1906)        |
|   | НП   | Гана       | Ернест Антві (Рух (Львів))           |

| № | Поз. | Нац.       | Гравець                              |
| - | ---- | ---------- | ------------------------------------ |
|   | ВР   | Україна    | Сергій Літовченко (Волинь)           |
|   | ЗХ   | Хорватія   | Макс Челич ( Гориця (Велика Гориця)) |
|   | ЗХ   | Люксембург | Енес Махмутович ( Мідлсбро)          |
|   | ЗХ   | Франція    | Маруан Міхубі ( Обань)               |
|   | ЗХ   | Україна    | Олександр Романчук (Динамо (Київ))   |
|   | ПЗ   | Естонія    | Мікель Айнсалу ( Флора)              |
|   | ПЗ   | Хорватія   | Фране Чир'як ( Зриньські)            |
|   | ПЗ   | Україна    | Максим Грисьо (Черкащина)            |
|   | ПЗ   | Литва      | Донатас Казлаускас ( Рітеряй)        |
|   | ПЗ   | Україна    | Ігор Кошман ( Шевардені-1906)        |
|   | НП   | Гана       | Ернест Антві (Рух (Львів))           |

| № | Поз. | Нац.     | Гравець                             |
| - | ---- | -------- | ----------------------------------- |
|   | ВР   | Україна  | Богдан Сарнавський (Дніпро-1)       |
|   | ЗХ   | Франція  | Жоель Бопесу (вільний агент)        |
|   | ЗХ   | Україна  | Антон Братков (Металіст 1925)       |
|   | ЗХ   | Бразилія | Клебер (вільний агент)              |
|   | ЗХ   | Україна  | Ігор Гончар ( Алашкерт)             |
|   | ЗХ   | Україна  | Сергій Люлька (Метал)               |
|   | ЗХ   | Україна  | Владислав Приймак (Волинь)          |
|   | ПЗ   | Бразилія | Альваро Тавареш (оренда, Кешла)     |
|   | ПЗ   | Бразилія | Араужо (вільний агент)              |
|   | ПЗ   | Бразилія | Жонатан (вільний агент)             |
|   | ПЗ   | Україна  | Микита Ходаковський (вільний агент) |
|   | ПЗ   | Україна  | Артем Недоля (вільний агент)        |
|   | ПЗ   | Україна  | Микита Татарков (Ворскла)           |
|   | НП   | Бразилія | Матеус Яковеллі (вільний агент)     |
|   | НП   | Бразилія | Ренан (оренда, Жил Вісенте)         |

| № | Поз. | Нац.     | Гравець                             |
| - | ---- | -------- | ----------------------------------- |
|   | ВР   | Україна  | Богдан Сарнавський (Дніпро-1)       |
|   | ЗХ   | Франція  | Жоель Бопесу (вільний агент)        |
|   | ЗХ   | Україна  | Антон Братков (Металіст 1925)       |
|   | ЗХ   | Бразилія | Клебер (вільний агент)              |
|   | ЗХ   | Україна  | Ігор Гончар ( Алашкерт)             |
|   | ЗХ   | Україна  | Сергій Люлька (Метал)               |
|   | ЗХ   | Україна  | Владислав Приймак (Волинь)          |
|   | ПЗ   | Бразилія | Альваро Тавареш (оренда, Кешла)     |
|   | ПЗ   | Бразилія | Араужо (вільний агент)              |
|   | ПЗ   | Бразилія | Жонатан (вільний агент)             |
|   | ПЗ   | Україна  | Микита Ходаковський (вільний агент) |
|   | ПЗ   | Україна  | Артем Недоля (вільний агент)        |
|   | ПЗ   | Україна  | Микита Татарков (Ворскла)           |
|   | НП   | Бразилія | Матеус Яковеллі (вільний агент)     |
|   | НП   | Бразилія | Ренан (оренда, Жил Вісенте)         |

### «Маріуполь»
| № | Поз. | Нац.    | Гравець                                        |
| - | ---- | ------- | ---------------------------------------------- |
|   | ВР   | Україна | Олег Кудрик (Шахтар (Донецьк))                 |
|   | ЗХ   | Україна | Петро Стасюк (Минай)                           |
|   | ЗХ   | Україна | В'ячеслав Велєв (Чорноморець (Одеса))          |
|   | ПЗ   | Україна | Артем Бондаренко (оренда, Шахтар (Донецьк))    |
|   | ПЗ   | Україна | Олег Очеретько (оренда, Шахтар (Донецьк))      |
|   | ПЗ   | Україна | Клім Приходько (оренда, Шахтар (Донецьк))      |
|   | ПЗ   | Україна | Іван Мочевінський (повернення оренди, Полісся) |
|   | НП   | Україна | Владислав Бугай (повернення оренди, Миколаїв)  |
|   | НП   | Україна | Данило Сікан (оренда, Шахтар (Донецьк))        |

| № | Поз. | Нац.    | Гравець                                        |
| - | ---- | ------- | ---------------------------------------------- |
|   | ВР   | Україна | Олег Кудрик (Шахтар (Донецьк))                 |
|   | ЗХ   | Україна | Петро Стасюк (Минай)                           |
|   | ЗХ   | Україна | В'ячеслав Велєв (Чорноморець (Одеса))          |
|   | ПЗ   | Україна | Артем Бондаренко (оренда, Шахтар (Донецьк))    |
|   | ПЗ   | Україна | Олег Очеретько (оренда, Шахтар (Донецьк))      |
|   | ПЗ   | Україна | Клім Приходько (оренда, Шахтар (Донецьк))      |
|   | ПЗ   | Україна | Іван Мочевінський (повернення оренди, Полісся) |
|   | НП   | Україна | Владислав Бугай (повернення оренди, Миколаїв)  |
|   | НП   | Україна | Данило Сікан (оренда, Шахтар (Донецьк))        |

| № | Поз. | Нац.    | Гравець                                                |
| - | ---- | ------- | ------------------------------------------------------ |
|   | ЗХ   | Камерун | Джойскім Дава ( Валміера)                              |
|   | ЗХ   | Україна | Віктор Корнієнко (повернення оренди, Шахтар (Донецьк)) |
|   | ЗХ   | Україна | Сергій Яворський (Ворскла)                             |
|   | ЗХ   | Україна | Павло Полегенько (Десна)                               |
|   | ПЗ   | Україна | Владислав Бондар (Авангард (Краматорськ))              |
|   | ПЗ   | Україна | Валерій Федорчук (Рух (Львів))                         |
|   | ПЗ   | Україна | Данило Ігнатенко (повернення оренди, Шахтар (Донецьк)) |
|   | ПЗ   | Україна | Ілля Путря (Чорноморець (Одеса))                       |
|   | НП   | Україна | Артем Дудік (повернення оренди, Шахтар (Донецьк))      |
|   | НП   | Україна | Владислав Бугай (Чорноморець (Одеса))                  |
|   | НП   | Україна | Руслан Фомін (Метал)                                   |

| № | Поз. | Нац.    | Гравець                                                |
| - | ---- | ------- | ------------------------------------------------------ |
|   | ЗХ   | Камерун | Джойскім Дава ( Валміера)                              |
|   | ЗХ   | Україна | Віктор Корнієнко (повернення оренди, Шахтар (Донецьк)) |
|   | ЗХ   | Україна | Сергій Яворський (Ворскла)                             |
|   | ЗХ   | Україна | Павло Полегенько (Десна)                               |
|   | ПЗ   | Україна | Владислав Бондар (Авангард (Краматорськ))              |
|   | ПЗ   | Україна | Валерій Федорчук (Рух (Львів))                         |
|   | ПЗ   | Україна | Данило Ігнатенко (повернення оренди, Шахтар (Донецьк)) |
|   | ПЗ   | Україна | Ілля Путря (Чорноморець (Одеса))                       |
|   | НП   | Україна | Артем Дудік (повернення оренди, Шахтар (Донецьк))      |
|   | НП   | Україна | Владислав Бугай (Чорноморець (Одеса))                  |
|   | НП   | Україна | Руслан Фомін (Метал)                                   |

### «Минай»
| № | Поз. | Нац.     | Гравець                                     |
| - | ---- | -------- | ------------------------------------------- |
|   | ВР   | Україна  | Антон Каніболоцький (Карпати (Львів))       |
|   | ЗХ   | Україна  | Максим Лопирьонок (оренда, Дніпро-1)        |
|   | ЗХ   | Хорватія | Мислав Матич ( Локомотива)                  |
|   | ЗХ   | Замбія   | Шеммі Маємбе ( ЗЕСКО Юнайтед)               |
|   | ЗХ   | Україна  | Кирило Меліченко (оренда, Шахтар (Донецьк)) |
|   | ЗХ   | Україна  | Дмитрій Павліш (оренда, Шахтар (Донецьк))   |
|   | ЗХ   | Україна  | Тарас Саків (Рух (Львів))                   |
|   | ПЗ   | Іспанія  | Едгар Капаррос ( Торріхос)                  |
|   | ПЗ   | Україна  | Денис Кожанов (Волинь)                      |
|   | ПЗ   | ПАР      | Терсіус Малепе ( Орландо Пайретс)           |
|   | ПЗ   | Україна  | Олександр Сніжко (Дніпро-1)                 |
|   | НП   | Україна  | Антон Шиндер ( Швабах)                      |

| № | Поз. | Нац.     | Гравець                                     |
| - | ---- | -------- | ------------------------------------------- |
|   | ВР   | Україна  | Антон Каніболоцький (Карпати (Львів))       |
|   | ЗХ   | Україна  | Максим Лопирьонок (оренда, Дніпро-1)        |
|   | ЗХ   | Хорватія | Мислав Матич ( Локомотива)                  |
|   | ЗХ   | Замбія   | Шеммі Маємбе ( ЗЕСКО Юнайтед)               |
|   | ЗХ   | Україна  | Кирило Меліченко (оренда, Шахтар (Донецьк)) |
|   | ЗХ   | Україна  | Дмитрій Павліш (оренда, Шахтар (Донецьк))   |
|   | ЗХ   | Україна  | Тарас Саків (Рух (Львів))                   |
|   | ПЗ   | Іспанія  | Едгар Капаррос ( Торріхос)                  |
|   | ПЗ   | Україна  | Денис Кожанов (Волинь)                      |
|   | ПЗ   | ПАР      | Терсіус Малепе ( Орландо Пайретс)           |
|   | ПЗ   | Україна  | Олександр Сніжко (Дніпро-1)                 |
|   | НП   | Україна  | Антон Шиндер ( Швабах)                      |

| № | Поз. | Нац.     | Гравець                                                |
| - | ---- | -------- | ------------------------------------------------------ |
|   | ВР   | Україна  | Артем Кулініч (вільний агент)                          |
|   | ЗХ   | Україна  | Орхан Ібадов (вільний агент)                           |
|   | ЗХ   | Бразилія | Антоніо Сантос (повернення оренди, Локомотив (Кошице)) |
|   | ЗХ   | Україна  | Максим Гавриленко (Полісся)                            |
|   | ЗХ   | Україна  | Роман Никитюк (Волинь)                                 |
|   | ЗХ   | Україна  | Петро Стасюк (Маріуполь)                               |
|   | ЗХ   | Україна  | Максим Жичиков (Металіст 1925)                         |
|   | ПЗ   | Україна  | Вадим Страшкевич (Буковина)                            |
|   | ПЗ   | Бразилія | Араужо (повернення оренди, Львів)                      |
|   | ПЗ   | Україна  | Антон Кіча (ВПК-Агро)                                  |
|   | ПЗ   | Україна  | Михайло Кополовець (завершив кар'єру)                  |
|   | ПЗ   | Україна  | Владислав Микуляк (завершив кар'єру)                   |
|   | ПЗ   | Україна  | Богдан Оринчак (повернення оренди, Рух (Львів))        |
|   | ПЗ   | Україна  | Ігор Вагін (Ужгород)                                   |
|   | НП   | Україна  | Сергій Машталір (Ужгород)                              |
|   | НП   | Україна  | Олег Маїк (вільний агент)                              |

| № | Поз. | Нац.     | Гравець                                                |
| - | ---- | -------- | ------------------------------------------------------ |
|   | ВР   | Україна  | Артем Кулініч (вільний агент)                          |
|   | ЗХ   | Україна  | Орхан Ібадов (вільний агент)                           |
|   | ЗХ   | Бразилія | Антоніо Сантос (повернення оренди, Локомотив (Кошице)) |
|   | ЗХ   | Україна  | Максим Гавриленко (Полісся)                            |
|   | ЗХ   | Україна  | Роман Никитюк (Волинь)                                 |
|   | ЗХ   | Україна  | Петро Стасюк (Маріуполь)                               |
|   | ЗХ   | Україна  | Максим Жичиков (Металіст 1925)                         |
|   | ПЗ   | Україна  | Вадим Страшкевич (Буковина)                            |
|   | ПЗ   | Бразилія | Араужо (повернення оренди, Львів)                      |
|   | ПЗ   | Україна  | Антон Кіча (ВПК-Агро)                                  |
|   | ПЗ   | Україна  | Михайло Кополовець (завершив кар'єру)                  |
|   | ПЗ   | Україна  | Владислав Микуляк (завершив кар'єру)                   |
|   | ПЗ   | Україна  | Богдан Оринчак (повернення оренди, Рух (Львів))        |
|   | ПЗ   | Україна  | Ігор Вагін (Ужгород)                                   |
|   | НП   | Україна  | Сергій Машталір (Ужгород)                              |
|   | НП   | Україна  | Олег Маїк (вільний агент)                              |

### «Олександрія»
| № | Поз. | Нац.    | Гравець                                       |
| - | ---- | ------- | --------------------------------------------- |
|   | ЗХ   | Україна | Валерій Бондаренко (оренда, Шахтар (Донецьк)) |
|   | ПЗ   | Україна | Максим Третьяков ( ДАК 1904)                  |
|   | ПЗ   | Україна | Вадим Янчак ( Локомотив (Кошиці))             |

| № | Поз. | Нац.    | Гравець                                       |
| - | ---- | ------- | --------------------------------------------- |
|   | ЗХ   | Україна | Валерій Бондаренко (оренда, Шахтар (Донецьк)) |
|   | ПЗ   | Україна | Максим Третьяков ( ДАК 1904)                  |
|   | ПЗ   | Україна | Вадим Янчак ( Локомотив (Кошиці))             |

| № | Поз. | Нац.       | Гравець                      |
| - | ---- | ---------- | ---------------------------- |
|   | ЗХ   | Україна    | Антон Шендрік ( Кримтеплиця) |
|   | ЗХ   | Україна    | Кирило Прокопчук (Полісся)   |
|   | ПЗ   | Україна    | Євген Протасов (Волинь)      |
|   | ПЗ   | Португалія | Жоау Тейшейра                |

| № | Поз. | Нац.       | Гравець                      |
| - | ---- | ---------- | ---------------------------- |
|   | ЗХ   | Україна    | Антон Шендрік ( Кримтеплиця) |
|   | ЗХ   | Україна    | Кирило Прокопчук (Полісся)   |
|   | ПЗ   | Україна    | Євген Протасов (Волинь)      |
|   | ПЗ   | Португалія | Жоау Тейшейра                |

### «Олімпік» (Донецьк)
| № | Поз. | Нац.        | Гравець                                                      |
| - | ---- | ----------- | ------------------------------------------------------------ |
|   | ВР   | Україна     | Антон Котовий (Черкащина)                                    |
|   | ЗХ   | Україна     | Різван Аблітаров ( Кайсар)                                   |
|   | ЗХ   | Франція     | Ісс'яр Драме ( Ліон Б)                                       |
|   | ЗХ   | Україна     | Євген Неплях (вільний агент)                                 |
|   | ПЗ   | Аргентина   | Фабрісіо Альваренга ( Велес Сарсфілд)                        |
|   | ПЗ   | Україна     | Руслан Бабенко ( Ракув)                                      |
|   | ПЗ   | Нігерія     | Беніто (оренда, Динамо (Київ))                               |
|   | ПЗ   | Білорусь    | Кирило Кириленко (Карпати (Львів))                           |
|   | ПЗ   | Азербайджан | Арзіман Різванов (повернення оренди, Авангард (Краматорськ)) |
|   | НП   | Бельгія     | Ібрагім Каргбо-молодший (оренда, Динамо (Київ))              |

| № | Поз. | Нац.        | Гравець                                                      |
| - | ---- | ----------- | ------------------------------------------------------------ |
|   | ВР   | Україна     | Антон Котовий (Черкащина)                                    |
|   | ЗХ   | Україна     | Різван Аблітаров ( Кайсар)                                   |
|   | ЗХ   | Франція     | Ісс'яр Драме ( Ліон Б)                                       |
|   | ЗХ   | Україна     | Євген Неплях (вільний агент)                                 |
|   | ПЗ   | Аргентина   | Фабрісіо Альваренга ( Велес Сарсфілд)                        |
|   | ПЗ   | Україна     | Руслан Бабенко ( Ракув)                                      |
|   | ПЗ   | Нігерія     | Беніто (оренда, Динамо (Київ))                               |
|   | ПЗ   | Білорусь    | Кирило Кириленко (Карпати (Львів))                           |
|   | ПЗ   | Азербайджан | Арзіман Різванов (повернення оренди, Авангард (Краматорськ)) |
|   | НП   | Бельгія     | Ібрагім Каргбо-молодший (оренда, Динамо (Київ))              |

| № | Поз. | Нац.    | Гравець                                             |
| - | ---- | ------- | --------------------------------------------------- |
|   | ВР   | Україна | Володимир Кринський (Інгулець)                      |
|   | ЗХ   | Україна | Дмитро Литвин (вільний агент)                       |
|   | ПЗ   | Україна | Віталій Балашов ( Тамбов)                           |
|   | ПЗ   | Україна | Віталій Гошкодеря (Металіст 1925)                   |
|   | ПЗ   | Україна | Микита Кравченко (повернення оренди, Динамо (Київ)) |
|   | ПЗ   | Україна | Назар Вербний (Карпати (Галич))                     |
|   | НП   | Україна | Денис Баланюк (вільний агент)                       |
|   | НП   | Україна | Максим Дегтярьов (Десна)                            |
|   | НП   | Сенегал | Матар Діеє ( Гориця)                                |

| № | Поз. | Нац.    | Гравець                                             |
| - | ---- | ------- | --------------------------------------------------- |
|   | ВР   | Україна | Володимир Кринський (Інгулець)                      |
|   | ЗХ   | Україна | Дмитро Литвин (вільний агент)                       |
|   | ПЗ   | Україна | Віталій Балашов ( Тамбов)                           |
|   | ПЗ   | Україна | Віталій Гошкодеря (Металіст 1925)                   |
|   | ПЗ   | Україна | Микита Кравченко (повернення оренди, Динамо (Київ)) |
|   | ПЗ   | Україна | Назар Вербний (Карпати (Галич))                     |
|   | НП   | Україна | Денис Баланюк (вільний агент)                       |
|   | НП   | Україна | Максим Дегтярьов (Десна)                            |
|   | НП   | Сенегал | Матар Діеє ( Гориця)                                |

### «Рух» (Львів)
| № | Поз. | Нац.     | Гравець                                             |
| - | ---- | -------- | --------------------------------------------------- |
|   | ВР   | Україна  | Віктор Бабічин (Дніпро-1)                           |
|   | ВР   | Україна  | Юрій-Володимир Герета (Карпати (Львів))             |
|   | ЗХ   | Україна  | Максим Білий (Зоря (Луганськ))                      |
|   | ЗХ   | Словенія | Ерік Ґліха ( Триглав)                               |
|   | ЗХ   | Україна  | Вадим Парамонов (Колос (Ковалівка))                 |
|   | ЗХ   | Бразилія | Сідней (повернення оренди, Арарат)                  |
|   | ЗХ   | Сербія   | Милош Стаменкович ( Іртиш)                          |
|   | ЗХ   | Україна  | Олег Веремієнко (Карпати (Львів))                   |
|   | ЗХ   | Словенія | Давід Зец (оренда, Бенфіка Б)                       |
|   | ПЗ   | Україна  | Ігор Бойчук (Агробізнес (Волочиськ))                |
|   | ПЗ   | Україна  | Олександр Чепелюк (повернення оренди, Гірник-Спорт) |
|   | ПЗ   | Україна  | Валерій Федорчук (Маріуполь)                        |
|   | ПЗ   | Україна  | Андрій Кухарук (Агробізнес (Волочиськ))             |
|   | ПЗ   | Україна  | Іван Литвиненко (Дніпро-1)                          |
|   | ПЗ   | Україна  | Богдан Оринчак (повернення оренди, Минай)           |
|   | ПЗ   | Україна  | Остап Притула (Карпати (Львів))                     |
|   | ПЗ   | Україна  | Назар Русяк (Карпати (Львів))                       |
|   | ПЗ   | Україна  | Богдан Слюбик (Карпати (Львів))                     |

| № | Поз. | Нац.     | Гравець                                             |
| - | ---- | -------- | --------------------------------------------------- |
|   | ВР   | Україна  | Віктор Бабічин (Дніпро-1)                           |
|   | ВР   | Україна  | Юрій-Володимир Герета (Карпати (Львів))             |
|   | ЗХ   | Україна  | Максим Білий (Зоря (Луганськ))                      |
|   | ЗХ   | Словенія | Ерік Ґліха ( Триглав)                               |
|   | ЗХ   | Україна  | Вадим Парамонов (Колос (Ковалівка))                 |
|   | ЗХ   | Бразилія | Сідней (повернення оренди, Арарат)                  |
|   | ЗХ   | Сербія   | Милош Стаменкович ( Іртиш)                          |
|   | ЗХ   | Україна  | Олег Веремієнко (Карпати (Львів))                   |
|   | ЗХ   | Словенія | Давід Зец (оренда, Бенфіка Б)                       |
|   | ПЗ   | Україна  | Ігор Бойчук (Агробізнес (Волочиськ))                |
|   | ПЗ   | Україна  | Олександр Чепелюк (повернення оренди, Гірник-Спорт) |
|   | ПЗ   | Україна  | Валерій Федорчук (Маріуполь)                        |
|   | ПЗ   | Україна  | Андрій Кухарук (Агробізнес (Волочиськ))             |
|   | ПЗ   | Україна  | Іван Литвиненко (Дніпро-1)                          |
|   | ПЗ   | Україна  | Богдан Оринчак (повернення оренди, Минай)           |
|   | ПЗ   | Україна  | Остап Притула (Карпати (Львів))                     |
|   | ПЗ   | Україна  | Назар Русяк (Карпати (Львів))                       |
|   | ПЗ   | Україна  | Богдан Слюбик (Карпати (Львів))                     |

| № | Поз. | Нац.     | Гравець                                           |
| - | ---- | -------- | ------------------------------------------------- |
|   | ЗХ   | Україна  | Максим Білий (повернення оренди, Зоря (Луганськ)) |
|   | ЗХ   | Україна  | Руслан Марушка (Карпати (Галич))                  |
|   | ЗХ   | Бразилія | Сідней (вільний агент)                            |
|   | ЗХ   | Україна  | Тарас Саків (Минай)                               |
|   | ПЗ   | Україна  | Олександр Чепелюк (Гірник-Спорт)                  |
|   | ПЗ   | Бразилія | Габріель (вільний агент)                          |
|   | ПЗ   | Україна  | Михайло Калугін (Гірник-Спорт)                    |
|   | ПЗ   | Грузія   | Раті Ардазішвілі (вільний агент)                  |
|   | ПЗ   | Україна  | Олег Синиця (вільний агент)                       |
|   | ПЗ   | Україна  | Андрій Коробенко (вільний агент)                  |
|   | ПЗ   | Україна  | Богдан Оринчак (Волинь)                           |
|   | ПЗ   | Україна  | Юрій Романюк                                      |
|   | НП   | Україна  | Станіслав Біленький (повернення оренди, ДАК 1904) |
|   | НП   | Гана     | Ернест Антві (Львів)                              |

| № | Поз. | Нац.     | Гравець                                           |
| - | ---- | -------- | ------------------------------------------------- |
|   | ЗХ   | Україна  | Максим Білий (повернення оренди, Зоря (Луганськ)) |
|   | ЗХ   | Україна  | Руслан Марушка (Карпати (Галич))                  |
|   | ЗХ   | Бразилія | Сідней (вільний агент)                            |
|   | ЗХ   | Україна  | Тарас Саків (Минай)                               |
|   | ПЗ   | Україна  | Олександр Чепелюк (Гірник-Спорт)                  |
|   | ПЗ   | Бразилія | Габріель (вільний агент)                          |
|   | ПЗ   | Україна  | Михайло Калугін (Гірник-Спорт)                    |
|   | ПЗ   | Грузія   | Раті Ардазішвілі (вільний агент)                  |
|   | ПЗ   | Україна  | Олег Синиця (вільний агент)                       |
|   | ПЗ   | Україна  | Андрій Коробенко (вільний агент)                  |
|   | ПЗ   | Україна  | Богдан Оринчак (Волинь)                           |
|   | ПЗ   | Україна  | Юрій Романюк                                      |
|   | НП   | Україна  | Станіслав Біленький (повернення оренди, ДАК 1904) |
|   | НП   | Гана     | Ернест Антві (Львів)                              |

### «Шахтар»
| № | Поз. | Нац.    | Гравець                                                     |
| - | ---- | ------- | ----------------------------------------------------------- |
|   | ВР   | Україна | Олег Кудрик (повернення оренди, Карпати (Львів))            |
|   | ЗХ   | Україна | Валерій Бондаренко (повернення оренди, Віторія (Гімарайнш)) |
|   | ЗХ   | Україна | Віктор Корнієнко (повернення оренди, Маріуполь)             |
|   | ПЗ   | Україна | Данило Ігнатенко (повернення оренди, Маріуполь)             |
|   | ПЗ   | Україна | Клім Приходько (повернення оренди, Ворскла)                 |
|   | ПЗ   | Україна | Олександр Зубков (повернення оренди, Ференцварош)           |
|   | НП   | Україна | Андрій Борячук (повернення оренди, Чайкур Різеспор)         |
|   | НП   | Україна | Артем Дудік (повернення оренди, Маріуполь)                  |
|   | НП   | Нігерія | Оларенважу Кайоде (повернення оренди, Газіантеп)            |

| № | Поз. | Нац.    | Гравець                                                     |
| - | ---- | ------- | ----------------------------------------------------------- |
|   | ВР   | Україна | Олег Кудрик (повернення оренди, Карпати (Львів))            |
|   | ЗХ   | Україна | Валерій Бондаренко (повернення оренди, Віторія (Гімарайнш)) |
|   | ЗХ   | Україна | Віктор Корнієнко (повернення оренди, Маріуполь)             |
|   | ПЗ   | Україна | Данило Ігнатенко (повернення оренди, Маріуполь)             |
|   | ПЗ   | Україна | Клім Приходько (повернення оренди, Ворскла)                 |
|   | ПЗ   | Україна | Олександр Зубков (повернення оренди, Ференцварош)           |
|   | НП   | Україна | Андрій Борячук (повернення оренди, Чайкур Різеспор)         |
|   | НП   | Україна | Артем Дудік (повернення оренди, Маріуполь)                  |
|   | НП   | Нігерія | Оларенважу Кайоде (повернення оренди, Газіантеп)            |

| № | Поз. | Нац.     | Гравець                                  |
| - | ---- | -------- | ---------------------------------------- |
|   | ВР   | Україна  | Олег Кудрик (Маріуполь)                  |
|   | ЗХ   | Україна  | Валерій Бондаренко (оренда, Олександрія) |
|   | ЗХ   | Україна  | Кирило Меліченко (оренда, Минай)         |
|   | ЗХ   | Україна  | Дмитрій Павліш (оренда, Минай)           |
|   | ПЗ   | Україна  | Артем Бондаренко (оренда, Маріуполь)     |
|   | ПЗ   | Україна  | Данило Ігнатенко (оренда, Дніпро-1)      |
|   | ПЗ   | Україна  | Дмитро Криськів (оренда, Металіст 1925)  |
|   | ПЗ   | Україна  | Артем Холод (оренда, Металіст 1925)      |
|   | ПЗ   | Україна  | Михайло Мудрик (оренда, Десна)           |
|   | ПЗ   | Україна  | Олег Очеретько (оренда, Маріуполь)       |
|   | ПЗ   | Україна  | Олександр Піхальонок (оренда, Дніпро-1)  |
|   | ПЗ   | Україна  | Клім Приходько (оренда, Маріуполь)       |
|   | ПЗ   | Україна  | Максим Войтіховський (Волинь)            |
|   | ПЗ   | Україна  | Олександр Зубков ( Ференцварош)          |
|   | НП   | Україна  | Андрій Борячук (оренда, Мезйокйовешд)    |
|   | НП   | Україна  | Артем Дудік ( Сандеція)                  |
|   | НП   | Нігерія  | Оларенважу Кайоде (оренда, Сівасспор)    |
|   | НП   | Бразилія | Веллінгтон Нем (вільний агент)           |
|   | НП   | Україна  | Данило Сікан (оренда, Маріуполь)         |

| № | Поз. | Нац.     | Гравець                                  |
| - | ---- | -------- | ---------------------------------------- |
|   | ВР   | Україна  | Олег Кудрик (Маріуполь)                  |
|   | ЗХ   | Україна  | Валерій Бондаренко (оренда, Олександрія) |
|   | ЗХ   | Україна  | Кирило Меліченко (оренда, Минай)         |
|   | ЗХ   | Україна  | Дмитрій Павліш (оренда, Минай)           |
|   | ПЗ   | Україна  | Артем Бондаренко (оренда, Маріуполь)     |
|   | ПЗ   | Україна  | Данило Ігнатенко (оренда, Дніпро-1)      |
|   | ПЗ   | Україна  | Дмитро Криськів (оренда, Металіст 1925)  |
|   | ПЗ   | Україна  | Артем Холод (оренда, Металіст 1925)      |
|   | ПЗ   | Україна  | Михайло Мудрик (оренда, Десна)           |
|   | ПЗ   | Україна  | Олег Очеретько (оренда, Маріуполь)       |
|   | ПЗ   | Україна  | Олександр Піхальонок (оренда, Дніпро-1)  |
|   | ПЗ   | Україна  | Клім Приходько (оренда, Маріуполь)       |
|   | ПЗ   | Україна  | Максим Войтіховський (Волинь)            |
|   | ПЗ   | Україна  | Олександр Зубков ( Ференцварош)          |
|   | НП   | Україна  | Андрій Борячук (оренда, Мезйокйовешд)    |
|   | НП   | Україна  | Артем Дудік ( Сандеція)                  |
|   | НП   | Нігерія  | Оларенважу Кайоде (оренда, Сівасспор)    |
|   | НП   | Бразилія | Веллінгтон Нем (вільний агент)           |
|   | НП   | Україна  | Данило Сікан (оренда, Маріуполь)         |